# Attraverso Pasolini
Attraverso Pasolini è un libro autobiografico di Franco Fortini pubblicato da Einaudi nel 1993 che ripercorre tutti i momenti del rapporto dell'autore con l'amico.
L'autore riporta in questa sua opera i numerosi scritti pubblicati su Pasolini dal 1952 fino all'ultima recensione che aveva fatto per il romanzo Petrolio e aggiunge altri scritti o appunti inediti trovati tra le sue carte percorrendo, anche con l'aiuto delle lettere inedite che non erano state pubblicate nella raccolta "Lettere" di Pasolini, tutte le fasi di un rapporto epistolare intenso che si era bruscamente interrotto nel 1966. Fortini cerca di dare una immagine globale del proprio legame e contrasto con l'amico, ma anche avversario, morto tragicamente nel 1975 attraverso il raccordo dei documenti che riporta, aggiungendo nuovi ricordi, nuove riflessioni e nuovi giudizi.
Il libro, come dice lo stesso Fortini, è un'autobiografia che tende a risolvere il senso dell'esistenza in prospettive morali e politiche e che, parlando di sé attraverso Pasolini, ricerca i torti e le ragioni degli intellettuali nella seconda metà del XX secolo.
Il tono di questa autobiografia, che consiste in una lotta a corpo a corpo con l'immagine inquietante e che fa affiorare risentimenti e sensi di colpa di un altro, si presenta subito nelle lapidarie parole con le quali il libro si apre:
Attraverso Pasolini è sotto molti aspetti un libro ingrato e sconcertante, soprattutto per la natura postuma di questa lotta e per il modo in cui Fortini ripercorre con ostinazione tutte le forme di un dibattito politico-intellettuale ormai esaurito.
Tra le accuse che Fortini rivolge a Pasolini con particolare insistenza vi è quella di "irrealtà". Egli lo accusa di non essere stato capace di riconoscere i dati veri della realtà perché preso dalla sua presunta "purezza" vitale. Ma lo stesso Fortini ad un certo punto ammette di aver proiettato sull'amico la propria "irrealtà". Entrambi infatti hanno sempre ricercato, pur in ambiti diversi, la "purezza" in modo ossessivo. Pasolini l'aveva cercata identificandosi nelle persone e nelle cose, Fortini nella ideologia di una possibile identificazione con il percorso della storia per poter arrivare ad un possibile futuro.